# Каленченко Віталій В'ячеславович
Віта́лій Вячеславович Кале́нченко (1991—2023) — український військовослужбовець, старший сержант, учасник російсько-української війни, загинув в ході російського вторгнення в Україну. Кавалер ордена «За мужність» ІІ і ІІІ ступенів (посмертно) .

## Життєпис
Народився 21 лютого 1991 року в селі Спасове, Новгородківського району, Кіровоградської області 
Навчався в Пантаївській школі-інтернаті. У 2010 році закінчив ПТУ № 8 м. Кіровоград і здобув професію муляра та електрозварника ручного зварювання.
З 2016 року брав участь в АТО як оператор розвідувального взводу. З 2018 — кулеметник розвідувального взводу.
Військовик 1-ї штурмової роти 2ШБ 3ОШБр 
Загинув 6 травня 2023 року в місті Бахмут Донецької області внаслідок ворожого артилерійського обстрілу позицій ЗСУ.
Похований з усіма військовими почестями 16 травня 2023 року в селі Крюківщина Київської області.